# Alchemilla taernaensis
Alchemilla taernaensis é uma espécie de rosácea do gênero Alchemilla, pertencente à família Rosaceae.